# Millac-le-Sec
Millac-le-Sec era una comuna francesa que estaba situada en el departamento de Dordoña, de la región de Nueva Aquitania, que en 1827 se fusionó con la comuna de Peyrillac, formando la comuna de Peyrillac-et-Millac.

## Demografía
| Gráfica de evolución demográfica de Millac-le-Sec entre 1793 y 1821 |
|                                                                     |

Los datos demográficos contemplados en este gráfico se han cogido de la página francesa EHESS/Cassini.